# Tatjana Georgijewna Mersljakowa

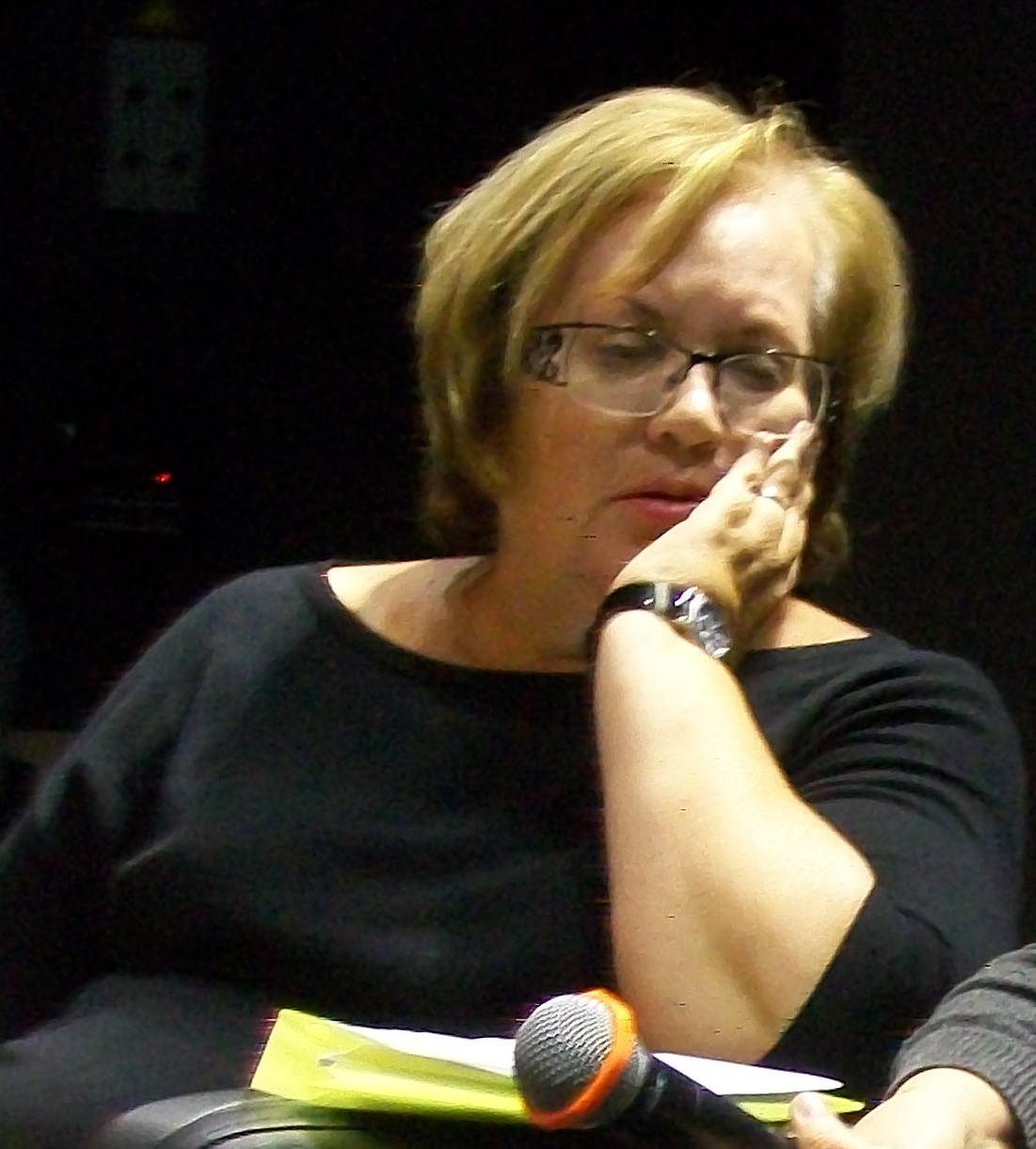
Tatjana Georgijewna Mersljakowa (Jelzin-Zentrum Jekaterinburg, 2016)

Tatjana Georgijewna Mersljakowa (russisch Татьяна Георгиевна Мерзлякова; * 16. Mai 1957 in Sowetskoje, Region Altai) ist eine sowjetische bzw. russische Journalistin und Menschenrechtsaktivistin.

## Leben
Mersljakowa studierte in Swerdlowsk an der Staatlichen Gorki-Universität des Uralgebiets (UrGU) in der Journalistik-Fakultät mit Abschluss 1979. Darauf wurde sie zur Arbeit in der Zeitung der Stadt Resch in der Oblast Swerdlowsk eingeteilt.
In Resch arbeitete Mersljakowa als Korrespondentin, dann als Leiterin der Wirtschaftsabteilung und schließlich als Chefredakteurin der Zeitung. Sie wurde Mitglied des Journalistenverbands der UdSSR und war Delegierte auf  dessen VI. Kongress 1987. Auch wurde sie Mitglied der KPdSU und war gewählte Delegierte auf dem XXVIII. (letzten) Parteikongress.
Nach dem Zerfall der Sowjetunion war Mersljakowa 1991–1993 Mitglied des Rescher Volksdeputiertenrats. Sie wurde 1996 Abgeordnete in der Gesetzgebenden Versammlung der Oblast Swerdlowsk und war Vizevorsitzende des Komitees für Sozialpolitik. Ab 2000 war sie Beraterin für Soziale Fragen des Vorsitzenden der Regierung der Oblast  Swerdlowsk.
Nach Baschkortostan führte die Oblast Swerdlowsk als zweite Region Russlands das Amt des Ombudsmanns für Menschenrechte ein und berief 1997 Witali Maschkow zum ersten Ombudsmann für Menschenrechte der Oblast Swerdlowsk. Als Maschkow 2001 aufgrund seiner schweren Erkrankung das Amt aufgab und starb, wurde Mersljakowa zu seiner Nachfolgerin gewählt und 2006 wiedergewählt. Sie vereinbarte mit den Menschenrechtsorganisationen der Oblast Swerdlowsk, dass ihre Vertreter im Parlament der Oblast Swerdlowsk bei den jährlichen Ombudsmann-Berichten zuhören durften. Im Dezember 2001 traf sie sich mit dem Gouverneur der Oblast Swerdlowsk Eduard Rossel. Dass bei der berechtigten Anprangerung von Missständen einzelne Menschenrechtsaktivisten Behörden in destruktiver Weise angriffen, sah sie kritisch. Die Menschenrechtsaktivisten vermissten die Kontrolle der Ombudsmann-Arbeit durch die Öffentlichkeit. Als das öffentliche Interregionale Zentrum für Menschenrechte Auskunft über die Höhe der Finanzmittel für die Ombudsmann-Arbeit verlangte, verweigerte sie dies, weil sie nur dem Regionalparlament verantwortlich und rechenschaftspflichtig sei.
Nach Gründung der Begnadigungskommission der Oblast Swerdlowsk 2002 wurde Mersljakowa Mitglied und Leiterin der Kommission. Die Kommission prüft die Gnadengesuche, die meistens abgelehnt werden, und legt ihre Entscheidungen dem Gouverneur der Oblast Swerdlowsk zur Genehmigung vor, der sie dann an den russischen Präsidenten weiterleitet.
Nach Aufhebung eines entsprechenden Verbots wurde Mersljakowa 2011 für eine dritte Amtszeit wiedergewählt. Unter den regionalen Ombudspersonen Russlands war sie die einzige Journalistin mit Hochschulbildung neben Juristen. Für weitere Amtszeiten wurde sie 2016 und 2021 wiedergewählt. Einen Facebook-Account hatte sie sich 2017 zugelegt. Neben der Bearbeitung von Einzelfällen aufgrund von Beschwerden führte sie eine breite Aufklärungsarbeit über Menschenrechte in der Öffentlichkeit durch und sorgte bei Bedarf für kostenlose Rechtsberatung durch Rechtsanwälte.
Immer wieder wurde Mersljakowa wegen unzureichender Tätigkeit und Nichtbeachtung von Folter in Haftkolonien von Menschenrechtsaktivisten und Politikern kritisiert. Als die Ombudsfrau für Menschenrechte Russlands Ella Pamfilowa sich 2015 mit Mitgliedern der Kommission für Öffentliche Kontrolle der Oblast Swerdlowsk traf, teilte ihr ein Mitglied der Kommission für Öffentliche Kontrolle der Oblast Tscheljabinsk im Beisein Mersljakowas mit, dass in Haftkolonien der Oblast Swerdlowsk Gefangene fefoltert und verprügelt würden. Mersljakowa bestritt dies in einer Anfrage an den Ombudsmann für Menschenrechte der Oblast Tscheljabinsk.
Obwohl ein Ombudsmann eine Partei nicht unterstützen darf, hatte sich Mersljakowa bereits 2006 offen für Einiges Russland eingesetzt. Bei der Duma-Wahl 2011 kandidierte sie für Einiges Russland in der Vorwahl und verzichtete dann zugunsten eines Kandidaten mit geringerem Stimmenergebnis. Auf die Proteste nach den russischen Parlamentswahlen 2011 ging sie in ihren Berichten 2011 und 2012 in differenzierter Weise ein. Die Annexion der Krim 2014 unterstützte sie in einer öffentlichen Kundgebung, da das Volk es gewollt habe ohne Bombardierung wie im Kosovokrieg.
Mersljakowa war mit dem Juristen Juri Wladimirowitsch Mersljakow († 2016) verheiratet und hat eine Tochter.

## Ehrungen, Preise
- Preis des Journalistenverbands der UdSSR (1986)[2]
- Ehrenbürgerin der Oblast Swerdlowsk[16]
- Auszeichnung für Verdienste um die Oblast Swerdlowsk[1]
- Orden der Heiligen Apostelgleichen Fürstin Olga der Russisch-Orthodoxen Kirche III. Klasse, II. Klasse[2]
- Ehrenprofessorin der Uraler Staatlichen Juristischen Universität in Jekaterinburg[17]